# 希奥孔达·贝利
希奥孔达·贝利（西班牙語：Gioconda Belli，1948年12月9日—）是一位尼加拉瓜作家，小说家和诗人。出生于尼加拉瓜的馬拿瓜。

## 早年生活
希奥孔达·贝利有一部分意大利血统，在马拿瓜的一个富裕家庭里长大。她在西班牙的寄宿学校上学，毕业于马德里的圣伊莎贝尔皇家学院，并在費城学习广告和新闻。回到尼加拉瓜时她嫁给了第一任丈夫并在19岁时生了第一个女儿。

## 职业生涯
贝利在百事可乐公司开始了自己的职业生涯，担任该公司广告公司Publisa的联络员，该公司随后聘请她担任客户经理。
通过广告公司的一位同事，贝利遇到了卡米洛·奥尔特加，他将贝利介绍给桑地諾民族解放陣線并请她加入该组织。1970年，贝利加入了反对索摩查家族独裁统治的斗争。贝利为该运动所做的工作导致她于1975年被迫流亡墨西哥。她在桑地諾民族解放陣線胜利之前的1979年回到尼加拉瓜，1982年成为桑地諾民族解放陣線（FSLN）的国际新闻联络员，1984年成为国家通讯局局长。在那段时间里，她遇到了美国NPR记者Charles Castaldi，他们于1987年结婚。自1990年以来，她一直住在馬拿瓜和洛杉矶。自那以后，她离开了FSLN，现在是现政府的主要批评者。

### 写作

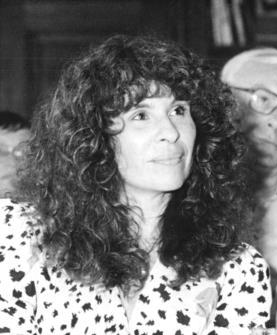
贝利在1989年

1970年，贝利在尼加拉瓜报纸《La Prensa》的文学副刊上发表了她的第一首诗。1972年，她获得了尼加拉瓜国立自治大学颁发的Mariano Fiallos Gil诗歌奖。
1988年，贝利的作品《La Mujer Habitada》是一部在尼加拉瓜革命叙事中首次提出性别问题的半自传体小说，引起了大众的关注；这本书已经以多种语言出版，并且在美国四所大学的阅读清单上。这部小说讲述了两个相似的故事：土著人对西班牙人的抵抗和中美洲的现代叛乱，其中有许多共同点：妇女的解放，激情和对解放的承诺。2000年，她出版了她的自传《El país bajo mi piel》，强调她参与了革命运动，入围2003年洛杉矶时报图书奖。贝利继续出版并坚持认为诗歌是她最重要的作品。她是1978年Casa de las Américas奖的获得者。2008年，贝利凭借她的书《El infinito en la palma de la mano》获得Biblioteca Breve奖，这是一本关于天堂中亞當與夏娃的託寓。

## 奖项
- 28届“梅利利亚市”国际诗歌奖
- 1972年尼加拉瓜"Mariano Fiallos Gil de Poesía"奖
- 1978年古巴"Casa de las Americas"奖[2]
- 1989年《La Mujer Habitada》-“年度最佳政治小说”
- 1989年"Anna Seghers de la Academia de Artes de Alemania"奖
- 1992年《El Taller de las Mariposas》"Luchs del Semanario Die Zeit a su libro"奖
- 尼加拉瓜国家剧院25年文化劳动奖章
- 2002年"Internacional de Poesía Generación del 27"奖
- 2005年毕尔巴鄂"Pluma de Plata"奖
- 2008年"Biblioteca Breve奖"
- 2008年瓜达拉哈拉国际书展最佳小说"Sor Juana Ines de la Cruz 奖"

## 作品
- Verse Sobre la grama (1972)
- Línea de fuego (1978)
- Truenos y arco iris (1982)
- Amor insurrecto (1985)
- De la costilla de Eva (1987)
- La mujer habitada (1988)
- Poesía reunida (1989)
- Sofía de los presagios (1990)
- El ojo de la mujer (1991)
- Sortilegio contra el frío (1992)
- El taller de las mariposas (1994)
- Waslala (1996)
- El país bajo mi piel (2001)
- El pergamino de la seducción (2005)
- El infinito en la palma de la mano (2008)
  - Infinity in the Palm of Her Hand, translated by Margaret Sayers Peden（英语：Margaret Sayers Peden）. HarperCollins (2009) ISBN 978-0-06-167364-1
- El país de las mujeres (2010)
- El intenso calor de la luna (2014)